# Брінелювання

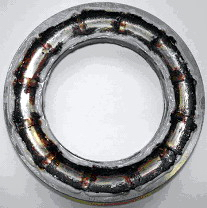
Брінелювання кільця підшипника кочення

Брінелюва́ння (англ. brinelling) або руйнува́ння втиска́нням — явище руйнування матеріалу, яке відбувається, коли статичні зусилля в місці контакту криволінійних поверхонь призводять до появи локальних пластичних деформацій в одного або в обох дотичних елементів, в результаті чого відбувається необоротна зміна форми поверхні.

## Істинне брінелювання
При брінелюванні підшипників кочення на поверхні кілець з'являються регулярно розташовані поперечні риски, які розвиваються в помітні відбитки. Наприклад, якщо шарикопідшипник статично навантажений так, що кулька вдавлюється в обойму, пластично деформуючи її, то поверхня обойми стає хвилястою. При подальшій експлуатації підшипника можуть виникнути неприпустимі вібрації, шум і перегрівання, тобто стає очевидним його руйнування.
Брінелювання є наслідком високих статичних або ударних навантажень, неправильної технології монтажу підшипника, сильних механічних ударів, що виникають при падінні машини. Брінелюванню можна запобігти, виключивши при монтажі підшипника передачу монтажного зусилля через тіла кочення. Якщо ударних навантажень неможливо уникнути як при монтажі, так і в процесі експлуатації, тоді необхідно використовувати підшипники, призначені для більших навантажень.

## Несправжнє брінелювання
Несправжнє брінелювання (англ. false brinelling) як і просте брінелювання проявляється у вигляді відбитків на доріжках кочення підшипників. Однак на відміну від «істинного» брінелювання відбитки характеризуються не тільки протисканням металу в зонах пластичних деформацій, але і його зсувом, в результаті цього місць пошкодження може бути не видно навіть при уважному огляді. Несправжнє брінелювання, є результатом значних вібрацій машини в неробочому стані. Іноді це відбувається при транспортуванні. Також на це впливають вібрації інших, близько розташованих машин.
Такого роду проблеми можна уникнути, забезпечуючи правильне закріплення валів з підшипниками при транспортуванні та ізолюючи машину від сусідніх агрегатів, що вібрують, використовуючи для цього окремі фундаменти чи віброопори (віброізолятори).